# Arkadiusz Horonziak
Arkadiusz Anatoliusz Horonziak (ur. 29 grudnia 1957 w Szadku) – polski polityk i samorządowiec, były wicewojewoda kujawsko-pomorski, były wiceprezydent Włocławka.

## Życiorys
Ukończył w 1981 studia na Wydziale Archeologii Polski i Powszechnej Uniwersytetu Łódzkiego. Od 1985 do 2000 był zatrudniony w instytucjach ochrony dóbr kultury, m.in. w Biurze Badań i Dokumentacji Zabytków we Włocławku.
W latach 1990–2002 sprawował mandat radnego rady miasta Włocławka. Następnie do 2006 zajmował urząd wicewojewody kujawsko-pomorskiego. W wyborach samorządowych w 2006 bez powodzenia ubiegał się o stanowisko prezydenta Włocławka z ramienia lokalnego komitetu (otrzymał 8,48% poparcia). Uzyskał w tych wyborach po raz czwarty mandat radnego, który wkrótce złożył, obejmując stanowisko wiceprezydenta do spraw społecznych. W 2010 i 2018 ponownie kandydował, nie zdobywając mandatu. W 2014 (także z ramienia lokalnego komitetu) startował bez powodzenia na radnego powiatu aleksandrowskiego, a w 2024 ponownie kandydował bezskutecznie na radnego Włocławka (z listy komitetu Macieja Maciaka, lidera Ruchu Dobrobytu i Pokoju).
W 2001 bez powodzenia kandydował do Sejmu z listy SLD-UP, w 2005 z listy SDPL i w 2007 z listy LiD. Był wśród założycieli Unii Pracy, wchodził w skład jej zarządu (do 2016), został też jej przewodniczącym w okręgu toruńsko-włocławskim. W latach 2006–2013 pełnił funkcję wiceprzewodniczącego partii. 9 stycznia 2012 został wiceburmistrzem Nieszawy, którym był przez około trzy lata.
Jest honorowym członkiem bractwa kurkowego we Włocławku. Jego żona Olga Krut-Horonziak była również radną Włocławka.